# Loice Chekwemoi
Loice Chekwemoi, née le 12 décembre 2006, est une athlète ougandaise.

## Carrière
Elle est médaillée d'argent du 2 000 mètres steeple des Gymnasiades de 2022 à Caen.
En 2024, elle est médaillée de bronze par équipes aux Championnats du monde de cross-country à Belgrade, médaillée d'or du 3 000 mètres steeple des Championnats d'Afrique à Douala et médaillée d'argent du 3 000 mètres steeple des Championnats du monde juniors à Lima.
Sur le plan national, elle est championne d'Ouganda du 3 000 mètres steeple en 2022.